# Flaco Jimenez
Pour les articles homonymes, voir Jiménez.
Leonardo Jimenez, dit Flaco Jimenez, né le 11 mars 1939 à San Antonio (Texas) et mort le 31 juillet 2025 dans la même ville, est un accordéoniste américain (tejano (en)).

## Biographie
Flaco Jimenez est né le 11 mars 1939 à San Antonio (Texas). Il naît dans une famille de musiciens, son grand-père Patricio Jiménez, et son père Santiago Jimenez Sr. un pionnier de la musique conjunto tex mex.  Il a aussi un frère, Santiago Jimenez Jr, qui est également un accordéoniste talentueux. Son premier instrument était le bajo sexto. Il opte pour l'accordéon dès l'âge de 7 ans, sous l’influence de son père et du musicien zydeco Clifton Chenier. 
Flaco Jimenez a commencé à se produire avec son père, et à 15 ans, il enregistrait en tant que membre de Los Caporales.
Il joue dans la région de San Antonio pendant plusieurs années, et commence à jouer avec Doug Sahm dans les années 1960.
Flaco Jimenez se rend à New York et joue avec Dr. John, David Lindley, Bryan Ferry et Bob Dylan ; il apparaît en particulier sur l'album Chicken Skin Music de Ry Cooder et sur Voodoo Lounge des Rolling Stones.
Flaco Jimenez gagne un Grammy Award en 1986 pour Ay Te Dejo En San Antonio, un morceau de son père. Il fait également partie du supergroupe Texas Tornados (en), avec Augie Meyers, Doug Sahm et Freddy Fender. Les Texas Tornado remportent un Grammy Award en 1990, et Jimenez en gagne de son côté un en 1996 comme Best Mexican-American Performance, un en 1999 comme Best Tejano Performance, un comme Best Mexican-American Performance en tant que membre du supergroupe Los Super Seven.
Flaco Jimenez apparaît dans le film Morceaux choisis, avec Woody Allen et Sharon Stone.
À un moment, il possédait un food truck à San Antonio, appelé Tacos Jimenez.  Flaco est marié à Adela avec laquelle il a cinq enfants : Rosalinda, Rachel, Leonardo, Gill et David.
Flaco Jiménez meurt à l'âge de 86 ans des suites d'une longue maladie le 31 juillet 2025 à San Antonio (Texas).

## Discographie

### Disques personnels
- 1988 : Flaco's amigos (Arhoolie) avec Ry Cooder, Peter Rowan, Fred Ojeda, Oscar Telles
- 1992 : Partners (Reprise) avec Stephen Stills, Dwight Yoakam, Linda Ronstadt, John Hiatt, Ry Cooder, Emmylou Harris, Los Lobos…
- 1998 : Los Super Seven (BMG) avec David Hidalgo
- 1999 : The Best of Flaco Jimenez (Arhoolie Records)
- 2003 : Squeeze Box King (Compadre Records)

### Participations
- 2007 : My Name Is Buddy (Nonesuch Records) de Ry Cooder avec Paddy Moloney, Van Dyke Parks, Mike & Pete Seeger, Bobby King & Terry Evans, Jim Keltner, Jacky Terrasson, Jon Hassell…